# Gouvernement de Livourne
 (juillet 2025).
Si vous disposez d'ouvrages ou d'articles de référence ou si vous connaissez des sites web de qualité traitant du thème abordé ici, merci de compléter l'article en donnant les références utiles à sa vérifiabilité et en les liant à la section « Notes et références ».
Le gouvernement civil et militaire de Livourne est une ancienne subdivision administrative du grand-duché de Toscane. Créée le 20 novembre 1849, elle a fusionné avec le gouvernement de l'Île d'Elbe (it) en 1861, au moment de l'unité italienne, pour former la province de Livourne.

## Démographie
Le gouvernement dépendait du grand-duché de Toscane et était divisé en un district et une commune. En 1849, il avait une population de 81 407 personnes.